# Resurrection (album Lords of the Underground)
Resurrection – trzeci album amerykańskiej grupy muzycznej Lords of the Underground.

## Lista utworów
1. "Intro" – 1:47
2. "Retaliate" – 3:44
3. "If You..." – 4:29
4. "Take Dat" – 3:49
5. "Path of the Righteous Man" – :28
6. "Earth, Wind, & Fire" – 4:31
7. "Imposter" – 4:14
8. "One Day" feat. Da Brat- 4:31
9. "Hennessey, Pt. 1" – :08
10. "Funk for Ya Mama" – 3:08
11. "Haters" – 4:25
12. "Infinite" – 4:20
13. "Blow Your Mind" – :12
14. "Nasty Natti" – 4:18
15. "Hennessey, Pt. 2" – 4:02
16. "Excuse Me" – 5:49
17. "Exodus" – 4:05